# Дядото на Салваторе
Дядото на Салваторе е българска телевизионна новела от 1972 година по сценарий на братя Мормареви. Режисьор е Арон Аронов, а оператор Георги Карайорданов .

## Актьорски състав
| В главните роли     | Изпълнител       |
| ------------------- | ---------------- |
| дядото на Салваторе | Георги Парцалев  |
|                     | Златина Дончева  |
|                     | Цветана Гълъбова |
|                     | Латинка Петрова  |